# ライフウィズアイドル
ライフウィズアイドルは、日本のソフトウェアメーカートリニトライによるオーディオビジュアルノベルシリーズである。2008年8月29日に第一作「ライフウィズアイドル」が発売され、2009年8月14日に第二作「ライフウィズアイドル2 -機械のカナリア-」が発売された。

## 概要
- パソコン画面上に小説が表示されて数多くの挿絵やボイス、音楽、ムービーと共に読み進めてゆくマルチメディア小説となっている。
- 第二作の登場により、第一作は「LWI1」、第二作は「LWI2」と呼ばれるようになった。
- LWI2の販売特典（アニメイトのみ）では、アイドル役声優三人である梶裕貴、小田久史、前野智昭が作中アイドル「スリーナイツ」の衣装を着用したブロマイドが制作された。
- LWI1は天見由宇を中心としたストーリーとなっており、物語は由宇がスリーナイツを離れて更に大きなステージに向かうラストとなっている。LWI2は、前作で由宇、凛、京介の三人が出会った頃のストーリー。京介とゲストヒロイン星沙樹を中心として、困難に立ち向かう内容となっている。
- 作品の中に出てくるキャラクターの中でも、天見由宇、御子柴凛、綾辻京介で構成される3人組アイドル「スリーナイツ」は特に人気が高い。
- 関連活動（ラジオやイベントなど）では、タイトルの最初に「ライフウィズアイドルプレゼンツ！」と書くことと、イベントは「1st」「2nd」と回数が最後につく。
- 音楽CDでは、キャラクターごとのイメージカラーがタイトルについている（レッド＝赤は、主人公 天見由宇の色）。御子柴凛は黄色、綾辻京介は青を、イメージカラーとしている。
- 作中の音楽(キャラソン)は毎回コロムビアミュージックエンタテインメントから配信販売される。
- BGMは全てギターの手弾き生録。キャラソンの音楽性も高い。
- LWI2では、スポーツブランドのプーマジャパンがそれぞれのイメージカラーでの衣装協力を行っていることが報道された（電撃ガールズスタイル2009年6月10日号）。
- Webラジオは2008年にはアニメイトTVより配信され、2009年は音泉より配信されている。本編作品中のシリアスな内容とは逆の、アイドル「スリーナイツ」役声優三人によるにぎかなアイドルラジオとなっている。
- LWI2限定版に収録のオフィシャル製作ノートにより、LWI1製作前からのエピソードが多く公開された。

## ストーリー(LWI1)
女幽霊がつぶやく。「生きているって、どんなだったっけ……」
起ち上げたばかりの小さな芸能事務所「イズミプロ」。社長の和泉と駆け出しプロデューサー神埼の男二人所帯。だが、神崎には女幽霊が取り憑いている。物語は神崎に取り憑く女幽霊の視点から語られていく。
イズミプロは初めての所属アイドルを募集した。その応募の中、天見由宇という男子高校生に神崎は「何か」を感じた。由宇は、和泉と神崎に「日本一のアイドルになりたいんです」と話し、採用となった。由宇と神埼の芸能界への挑戦が始まった。
経験を積んでいく二人。オーディションに連戦連敗となるが、ある事件をきっかけに初めての合格を手にする。同時に、後にスリーナイツとしてトリオを組む別事務所「ビレッジビーチ」の御子柴凛、綾辻京介とも出会い、三人は深夜のアイドル番組レギュラーとして頭角を現してゆく。
様々な出来事、初めての経験ばかりの中で神崎と由宇の時間は進む。
和泉の過去。由宇を応援するファングループの力。そして、芸能界のダークサイドも姿を見せる。
そんな中でも努力を続ける由宇達。
だがあるとき、由宇に新しい選択肢が現れる……。
アイドルストーリーを主軸にして、「生きているとは、なにか」を問う青春群像劇。

## ストーリー(LWI2)
『私は、どこにいるのだろう』
前作「ライフウィズアイドル」で、三人がスリーナイツを結成した時期のサイドストーリー。
綾辻京介と、ゲストヒロインを中心とした内容。
京介と凛が所属する事務所「ビレッジビーチ」に新人の応募が来た。
女性のボーカルデュオ。名前は「デュアル」。
だが、面接にきた少女はひとりだけ。
星沙樹、15歳。
彼女は、ノートパソコンを抱えて面接に来た。
筆談で話した。
沙樹は声を出すことが出来ない。だから、パソコンにインストールした音声合成ソフトとのデュオだ。彼女はそう主張した。
そのソフトは、京介の実家企業グループの一社、綾辻楽器の開発したものだった。
名称を「シンギングバード」という。
無事にビレッジビーチに採用となった沙樹は、自らの居場所をかけた闘いを始めた。
だが、京介は知っていた。
彼女の使う「シンギングバード」には重大な欠陥があることを……。

## 登場人物

### メインキャラクター
- 幽霊（ゆうれい）（ノンボイス。LWI1の語り部）
- 天見由宇（あまみ ゆう）（声：梶裕貴）
- 御子柴凛（みこしば りん）（声：小田久史）
- 綾辻京介（あやつじ きょうすけ）（声：前野智昭）
- 星沙樹（ほし さき）（声：藤田咲）（LWI2ゲストヒロイン）
- 神崎拓也(かんざき たくや)（声：緑川光)
- 和泉毅郎（いずみ たけろう）（声：森川智之）
- 井上ゆみえ（いのうえ ゆみえ）（声：若林直美）
- ラミ（らみ）（声：藤井美波）（LWI2の語り部。幽霊の記憶を引き継ぐ）

## 主なスタッフ
- 原作・執筆 - 音子巽
- 音楽 - Takashi Sakurazawa / 三浦誠司
- キャラクターデザイン - 東京倫子

## 関連商品
- ライフウィズアイドル (ASIN:B001DFQ3YI)
- ライフウィズアイドル2 -機械のカナリア- (ASIN:B002KCMDTW)
- ライフウィズアイドル プレゼンツ! スリーナイツ・オン・CD- (ASIN:B0026MHN4Q)